# Marjorie Distel
Pour les articles homonymes, voir Distel.
Marjorie Distel est une nageuse française née le 8 octobre 1977 à Nice, spécialisée dans la brasse et le quatre nages.
Elle est championne de France 1997 du 100 mètres brasse, championne de France 1999, 2000 et 2001 du 400 mètres quatre nages, et championne de France 2001 du 200 mètres brasse.
Elle est aussi championne de France en petit bassin du 200 mètres brasse en 2004 et 2005.